# ワラビ属
ワラビ属 (Pteridium)は、コバノイシカグマ科のシダ植物の分類群。ワラビを含み、この種のみを含むと長らく扱われてきた。現在では多くの種に分けられている。

## 特徴
根茎はやや深いところを長く横に這い、表面に毛があるが鱗片はない。維管束は2環の網状中心柱となっている。また、シダ植物では例外的に、道管を持つ。葉は3回羽状複葉で、部分的には4回羽状複葉まで分かれ、葉の先端はある程度の期間は伸び続ける。葉脈は胞子嚢以外の部分では遊離している。葉にも毛がある。胞子嚢は葉脈の先端を連ねるようにして続く脈の上に生じ、結果として葉の縁沿いに長く伸びる。葉の内側からは包膜が伸び、縁側からは葉の縁が反転して生じた偽包膜が胞子嚢群を覆う。ただし、胞子嚢群が葉の縁の折れ曲がり部分に着いてるため、上を覆うのは偽包膜で、その下に胞子嚢群があり、包膜は胞子嚢群の下、胞子嚢群と葉裏の隙間にある。胞子は4面体形。
和名は日本産の種名による。英名は総じてbracken という。

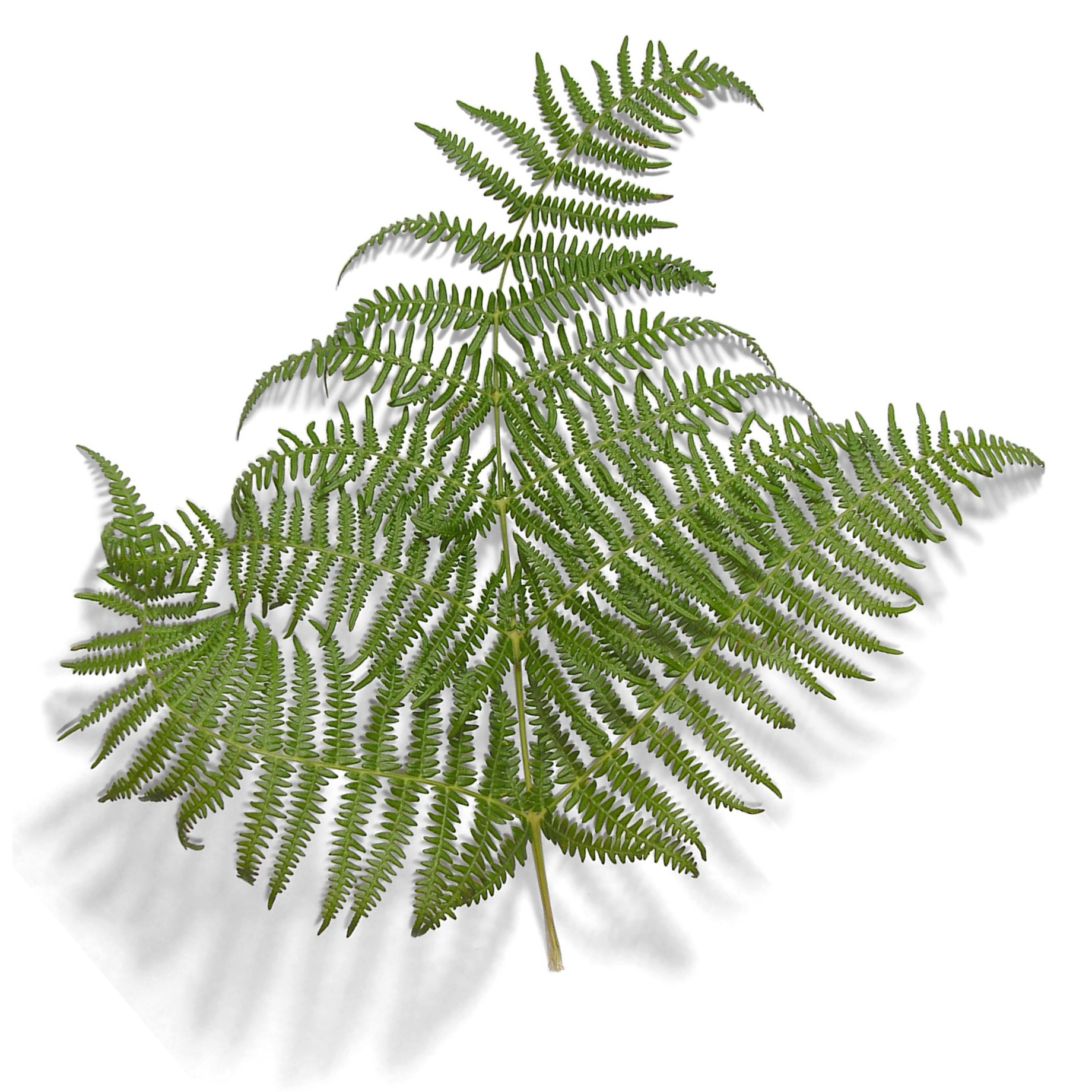
葉身の様子 ワラビ（広義）・以下も
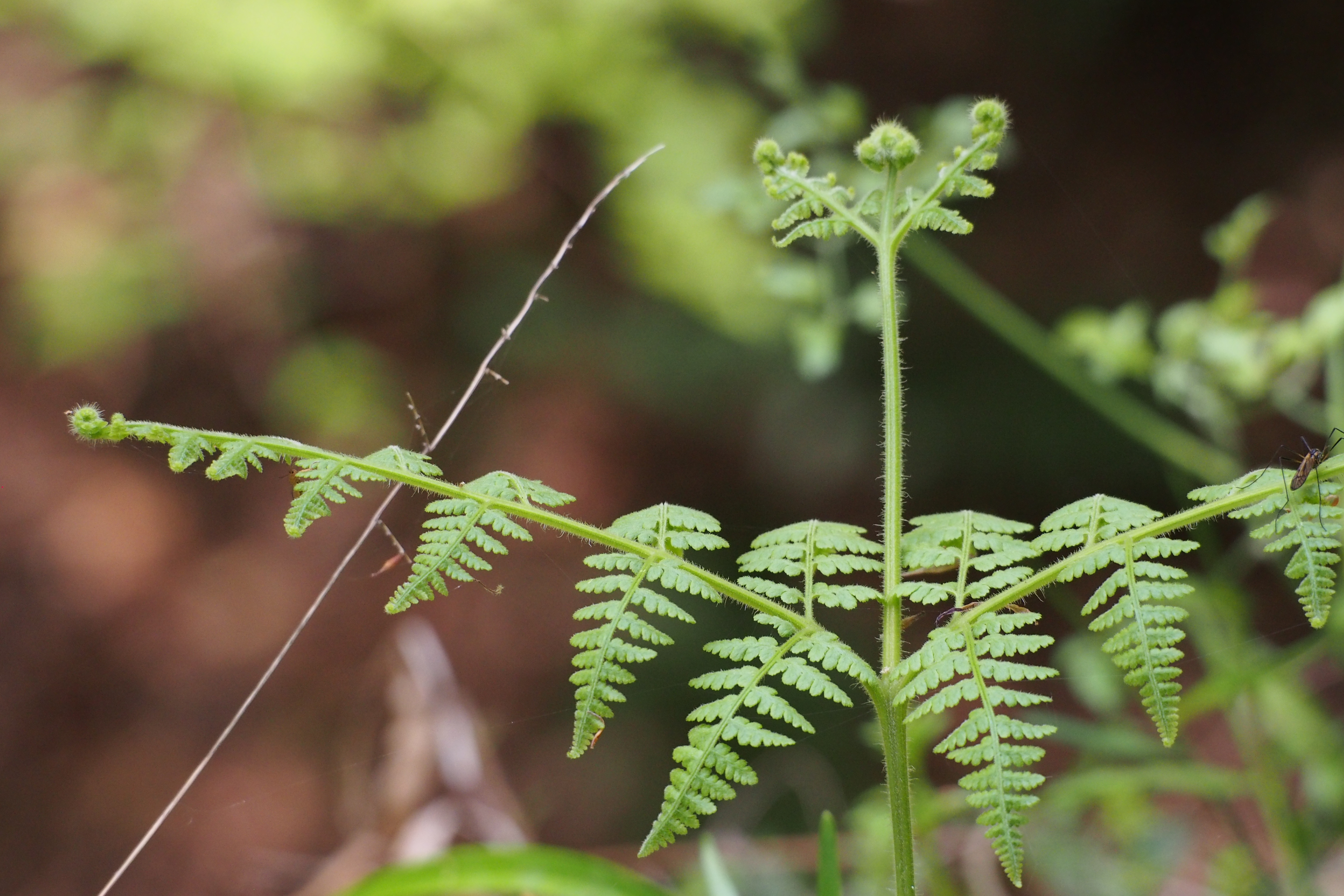
伸展する若葉 側羽片は下から順に展開する
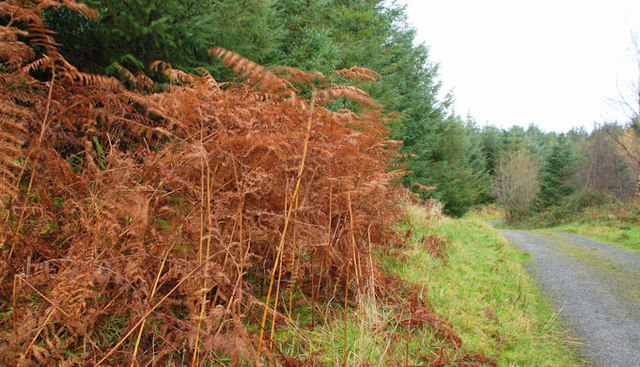
冬には葉が枯れる
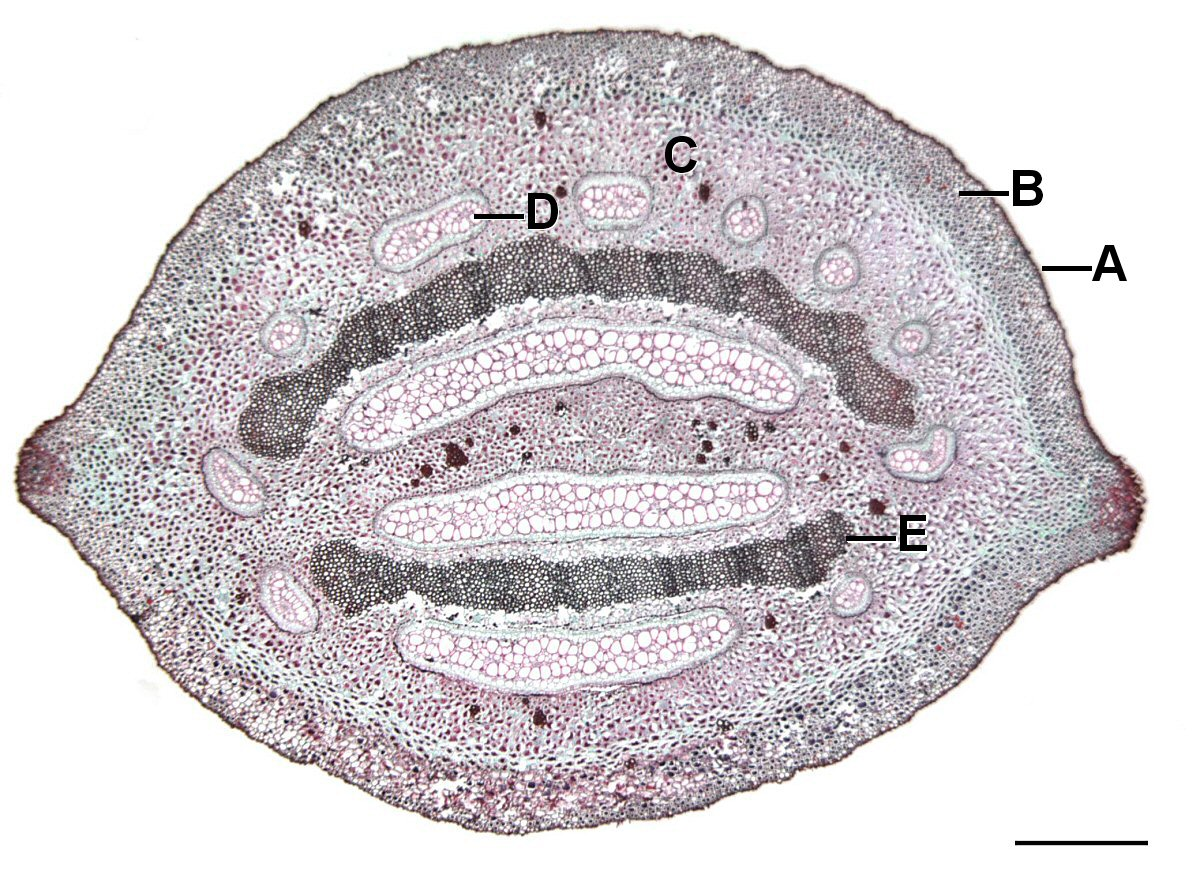
根茎の断面・中心柱を示す
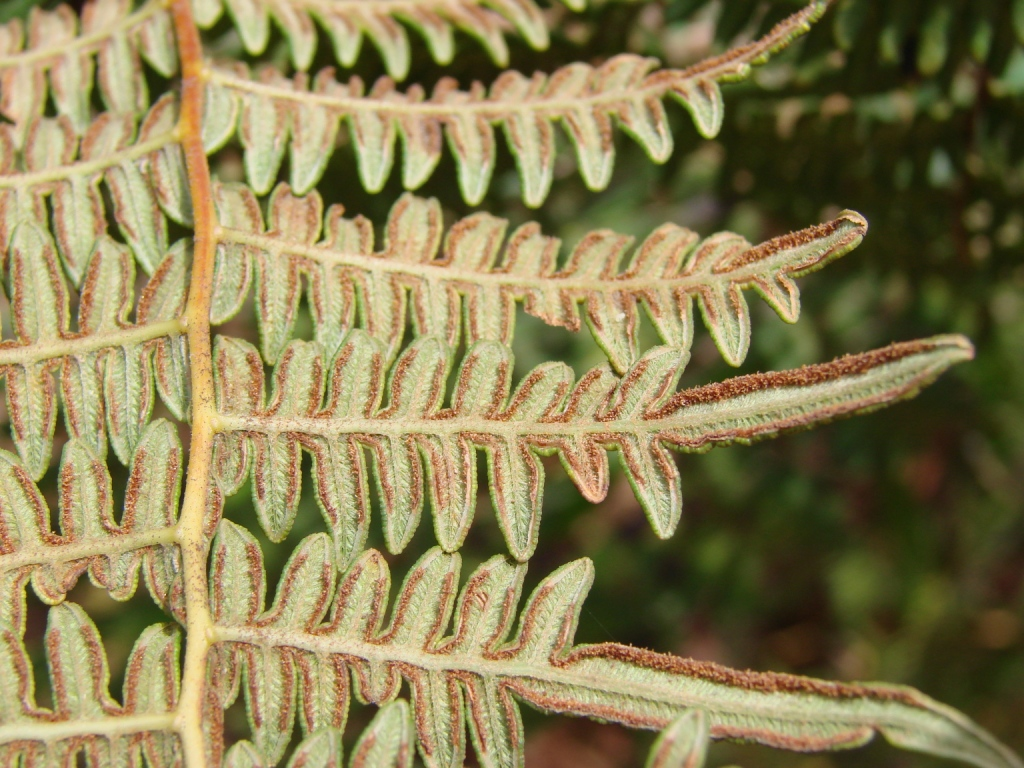
胞子嚢群
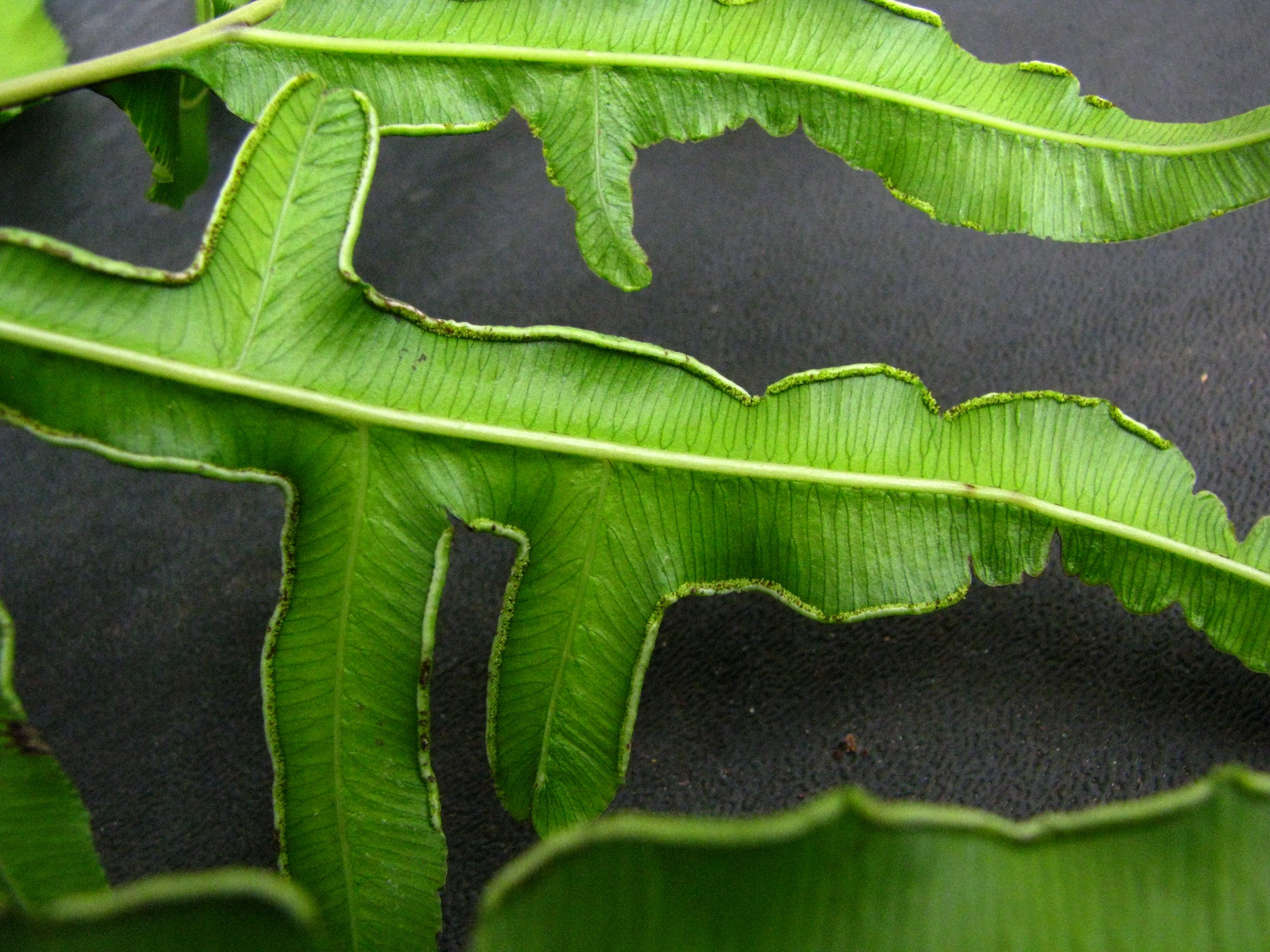
イノモトソウ属の胞子嚢群 Pteris hillebrandii
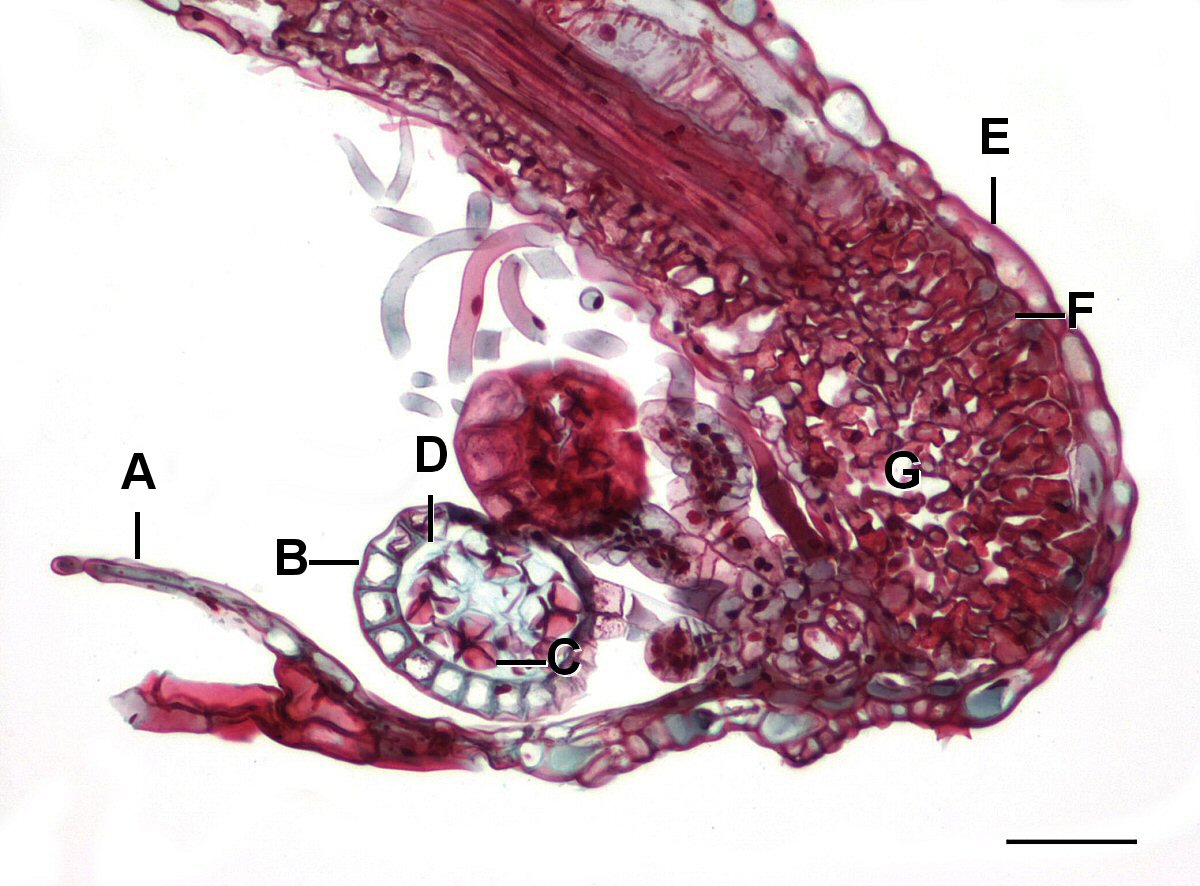
胞子嚢群の断面図

## 分布と種
もっとも分布域の広いシダの一つである。世界中に広く分布する。南極以外の全ての大陸に産し、その生育環境も寒冷地と熱帯の砂漠以外、あらゆる環境に出現する。しかも、それら全てが同一種に扱われてきた経緯がある。このような広域の分布は、化石の証拠から漸新世、2380万年前に遡るとされ、これを可能にしたのは胞子による長距離の分散であると考えられる。

## 上位分類
本属に見られる葉の縁に長く続く胞子嚢群は、イノモトソウ属に見られるものに似ている。本属を含むコバノイシカグマ科は、他の科を含め、かつてはイノモトソウ科に含められていた。ただし、あまりに内容が広範囲であったこと、また研究が進み、多系統であると判断されたことから、細分された経緯がある。ただしこの時にも、本属と、類似の胞子嚢群をつけるユノミネシダ属はイノモトソウ科に残す判断があり、これはこの胞子嚢群の形質を重視した判断である。他方、この2属は栄養体の構造から見るとイノモトソウ科よりコバノイシカグマ科のものにより似ている。現在ではこの判断が正しかったという格好である。
コバノイシカグマ科の中では上記のように胞子嚢群の特徴で本属とユノミネシダ属が似ているが、本属では包膜と偽包膜があるのに対して、ユノミネシダ属では偽包膜のみがあり、包膜はない。他に、葉脈の様子も異なり、本属では基本的に葉脈は遊離するが、この属のものは網状になる。また、ユノミネシダ属のものは葉の先端成長がいつまでも続くものがあり、羽片が1段ずつ次第に展開してゆく特徴があるが、本属のものにもこれに近い傾向が見られる。

## 下位分類
本属に含まれるものは上記のようにきわめて広い地域に分布し、その生育環境もきわめて多様である。そのために地域による変異が多く、多形的である一方で、幾つかの型には中間型も見られるなど、分類的扱いが困難であった。Tryonが1941年にこのグループの全世界のものについて分類の見直しを行った際、対象となった名は135を超えたという。彼はこの見直しによってそれら全てを単一の種 P. aquilinum とし、その下に2亜種12変種を認めた。そのため、この属は長く単形属であると扱われてきた。しかしながらこれに疑問を呈する向きは長くあり、例えば田川(1959)も「数種に分けるほうがよいであろう」と記している。近年になって分子系統の情報なども利用出来るようになり、この属の分類は再検討され、以下のような種や亜種に区分されている。このうち広義のワラビであるP. arachnoideumは凡世界的に分布し、それ以外の種や亜種はある程度は限定的な地理的分布域を持っている。日本産のワラビはP. arachnoideum subsp. japonicum である。
- Pteridium ワラビ属
  - P. arachnoideum ワラビ（広義）
  - P. aquilinum
    - subsp. aquilinum
    - subsp. capence
    - subsp. centrali-africanum
    - subsp. decompositum
    - subsp. feei
    - subsp. japonicum ワラビ（狭義）
    - subsp. latiusculum
    - subsp. pinetorum
    - subsp. pseudocaudatum
    - subsp. pubescens
    - subsp. wightanum

  - P. caudatum
  - P. esculentum
  - P. semihastatum
  - P. revolutum ランダイワラビ

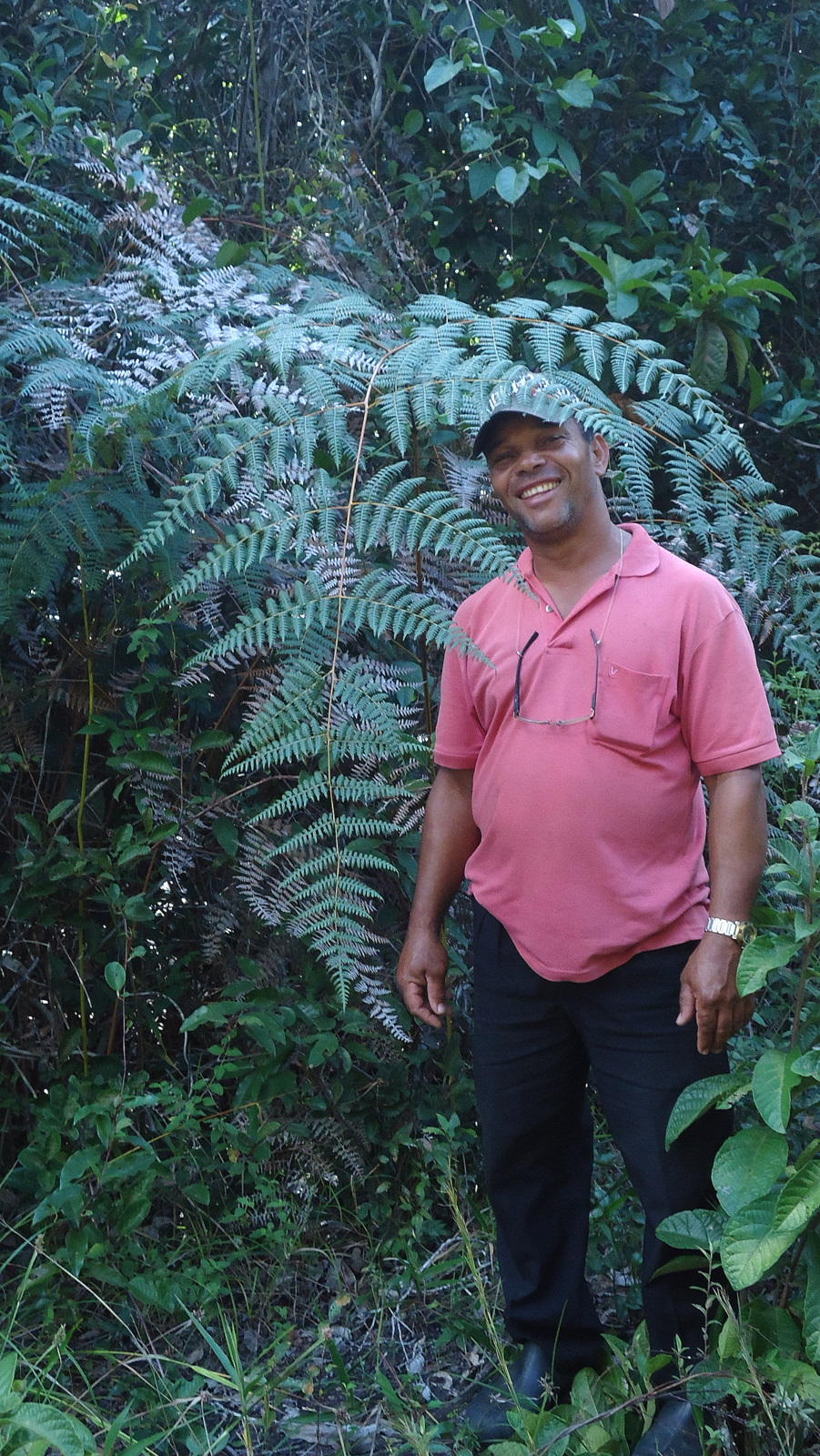
P. arachnoideum ワラビ属の1種（南米）
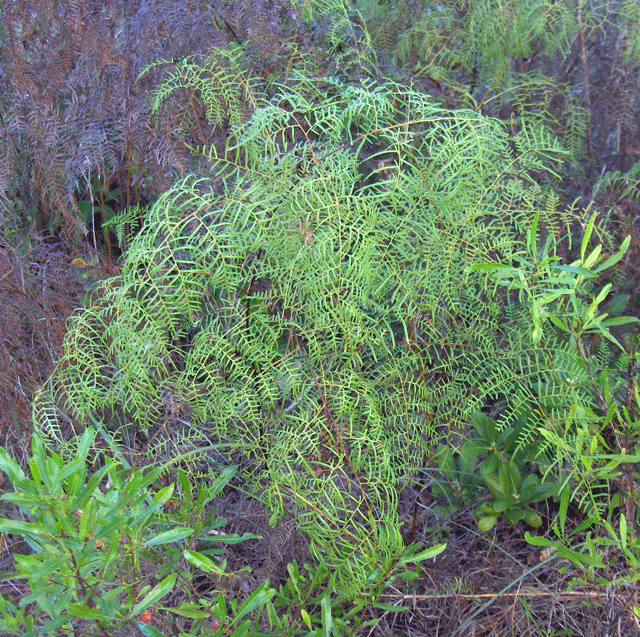
P. caudatum 中南米産
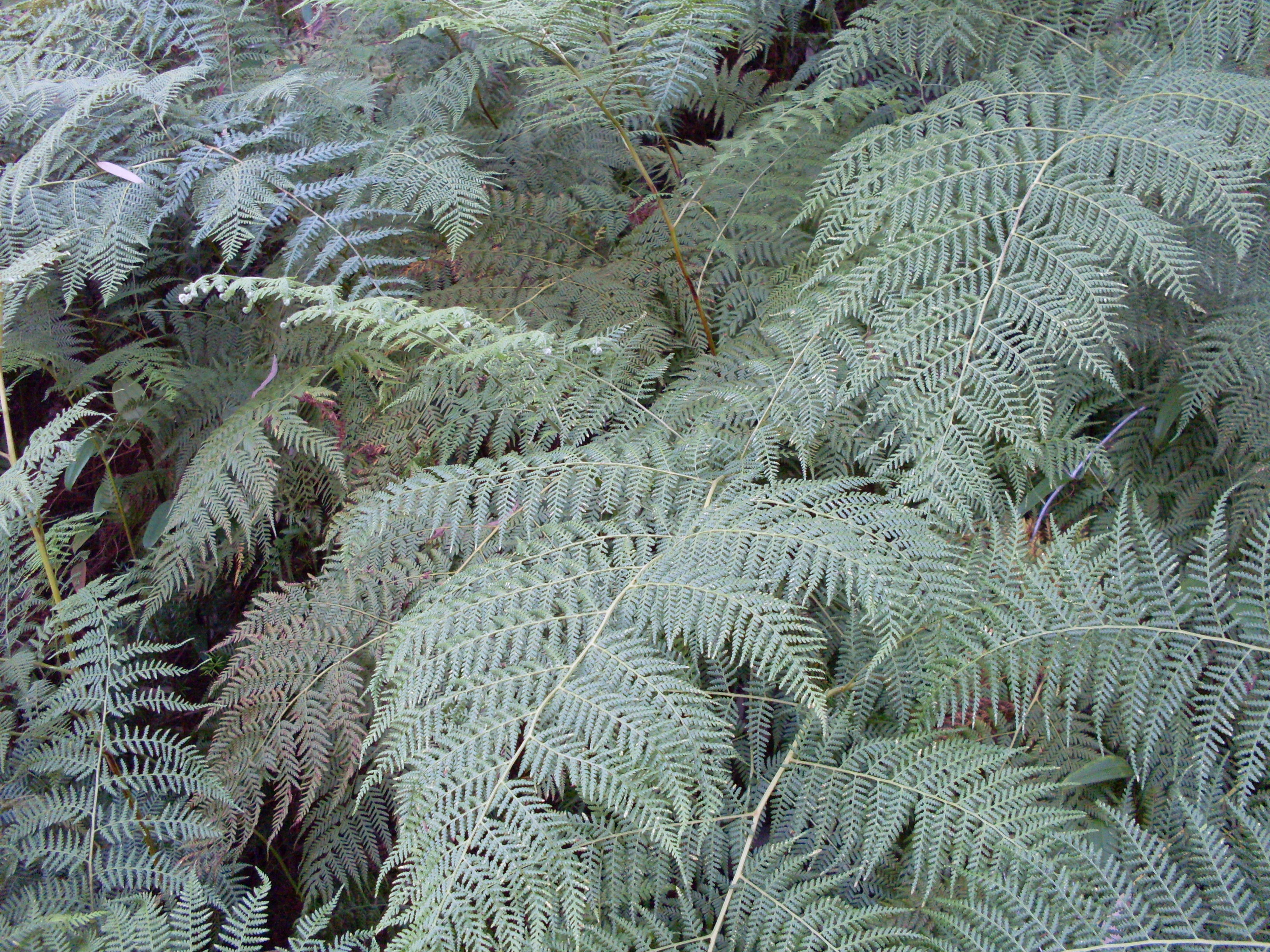
P. esculentum 中国からオーストラリア

## 利害
毒草として知られる。生食では体内のビタミンB1が分解され、ビタミンB1欠乏症を引き起こすこともある。動物にも害があり、症状としては歩行困難や独立不能などを起こし、重傷の場合には心拍不整痙攣を起こす。特にウシ、ウマ、ヤギでは症状が出やすい。ラットに対して強い発ガン性を示すことも報告されている。また、牧場にワラビが侵入して繁殖し、放牧が過多になると食べ残されるのでその繁殖が助長され、結果として牧草地が荒れる現象がヨーロッパ、イギリスで問題となっている。他にサイレージなどの冬の家畜飼料に本属のものが混入することで発症する例も知られる。
他方でワラビは日本では代表的な山菜としてよく知られ、栽培もされており、近年は東南アジアから輸入されてもいる。上記のような毒成分は伝統的なあく抜き法によってほぼ取り除かれ、ほぼ影響はないものと考えられている。また、根茎からデンプンが取れ、いわゆるワラビ餅は元来はこれから作ったものである。世界的にはワラビを食用とする地域は多くなく、若葉を食用とするのは東アジアのみである。根茎からデンプンを取ることはニュージーランドのマオリ族や北アメリカのインディアンにも行っていたところがある。また、若葉を食用とすることはニューギニア山岳民族でも利用例がある。ブータンでは日本産のワラビより大柄なランダイワラビが利用され、これは日本に輸出される例もある。この地域では他にも有毒で草食動物が食べないシダを人間が食用としており、家畜が食べ残し、その糞尿が肥料となってシダがよく育ち、それを人間が利用するシステムが成立していると松本は述べている。
また、薬用にも使用され、茎や根茎を乾燥させたものは漢方では利尿、消炎、解熱作用があり、腫れ物、創傷、利尿の効果があるとされる。西洋の民間療法でも根を条虫や回虫の駆除、避妊などに用いた。